# スバリ岳
スバリ岳（スバリだけ）は、飛騨山脈（北アルプス）北部の後立山連峰にある標高2,752 mの山。長野県と富山県とにまたがり、中部山岳国立公園内にある。

## 概要
黒部湖の東岸にあり、北の大スバリと南の小スバリの2峰からなる。東面には大スバリ沢と小スバリ沢がある。「スバリ」は深い谷（すぼまる）を意味していて、その源流部の山となっていることが山名の由来とされている。またイワヒバリが巣を張るような岩壁が多いことから地元で「岩巣張り」と呼ばれたことに由来するとする説もある。針ノ木岳との間の鞍部は「厩窪（まやくぼ）のコル」と呼ばれている。

## 登山

### 登山道
後立山連峰の主稜線に沿った登山道が整備されていて、山頂部を通っている。縦走時に通過されることが多く、扇沢駅の登山口から針ノ木雪渓を通るルートが最短の登山ルートである。扇沢の柏原新道から入山する経路もある。西面の岩稜はロッククライミングの対象となる。山頂は三角点がない標高点で森林限界を越える高山帯のハイマツが自生する岩場であり、立山や黒部湖などの360度の展望がある。夏期には、登山道脇に高山植物が見られる。

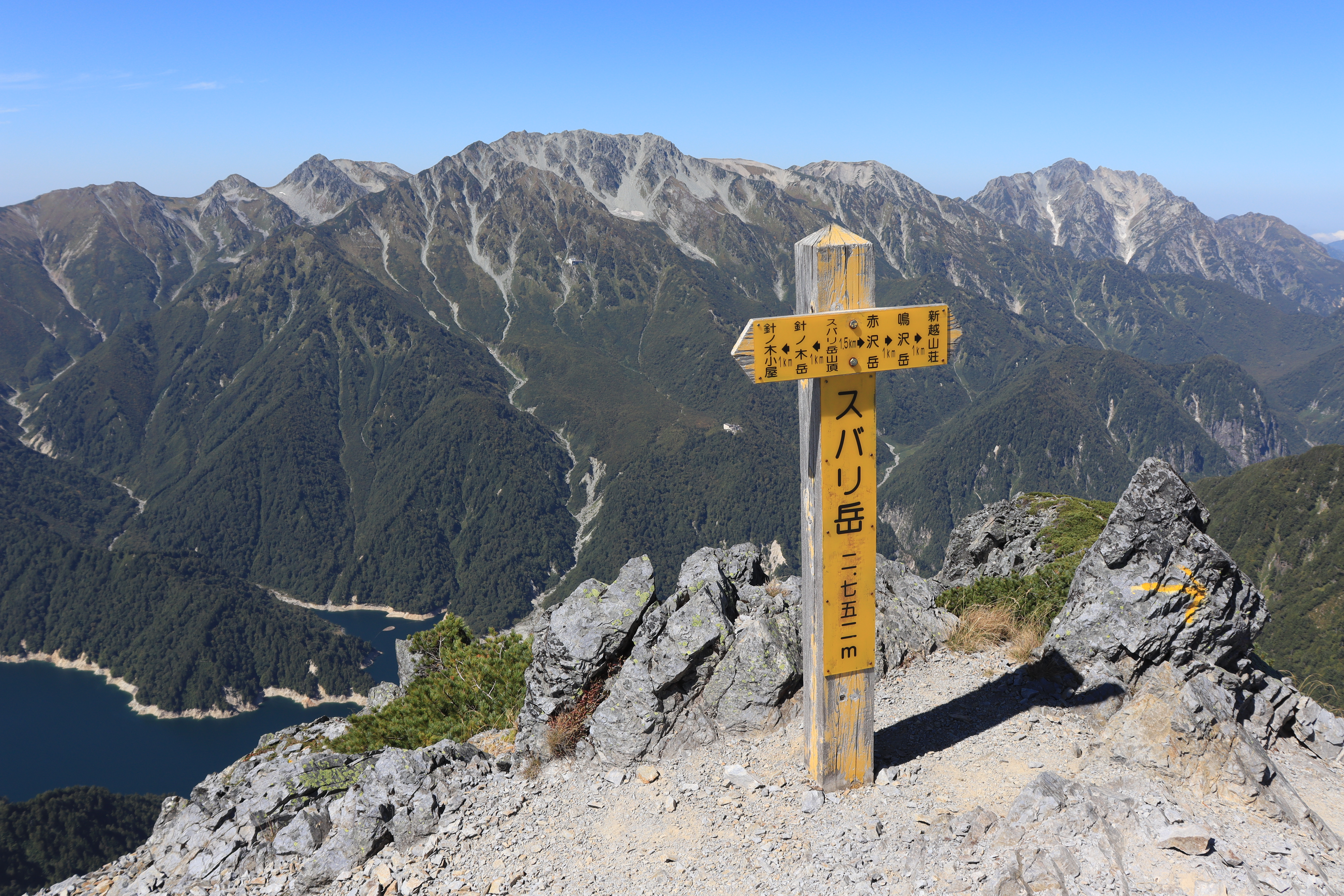
スバリ岳山頂からの立山連峰
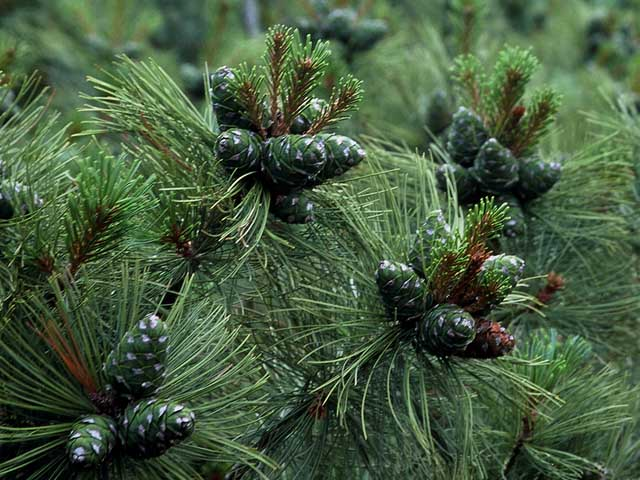
スバリ岳山頂部の高山帯の岩場に分布するハイマツ

- 後立山連峰縦走路

親不知が起点となる白馬岳方面 - 爺ヶ岳 - 種池山荘 - 岩小屋沢岳 - 新越山荘（新越乗越） - 鳴沢岳 - 赤沢岳 - スバリ岳 - 針ノ木岳 - 針ノ木小屋（針ノ木峠） - 蓮華岳 - 北アルプスの主稜線の縦走路は槍ヶ岳を経由して焼岳へと続く
- 針ノ木雪渓からのルート

扇沢駅 - 大沢小屋 - 針ノ木雪渓 -  針ノ木小屋（針ノ木峠） - 針ノ木岳 - スバリ岳
- 柏原新道からのルート

扇沢 - 柏原新道 - 種池山荘 - 岩小屋沢岳 - 新越山荘（新越乗越） - 鳴沢岳 - 赤沢岳 - スバリ岳

### 周辺の山小屋
稜線上には、山小屋とキャンプ指定地がある。登山シーズン中の一部期間に有人の営業を行っている。最寄りの山小屋は針ノ木小屋で、登山口の扇沢駅には一般の宿泊施設がある。積雪量の多い地域であり、営業期間外には閉鎖される。
| 画像 | 名称       | 所在地                            | 標高 (m) | スバリ岳からの 方角と距離 (km) | 収容 人数 | キャンプ 指定地 | 備考       |
| ---- | ---------- | --------------------------------- | -------- | ------------------------------ | --------- | --------------- | ---------- |
|      | 種池山荘   | 柏原新道の稜線との 合流部、種池畔 | 2,450    | 北東 6.6                       | 200       | テント20張      | 1919年開業 |
|      | 新越山荘   | 新越乗越の北東近傍                | 2,465    | 北北東 3.4                     | 80        | なし            | 1971年開業 |
|      | 大沢小屋   | 篭川の大沢出合                    | 1,670    | 東北東 2.1                     | 20        | テント3張       | 1925年開業 |
|      | 針ノ木小屋 | 針ノ木峠                          | 2,536    | 南東 1.1                       | 100       | テント22張      | 1930年開業 |

## 地理

### 周辺の山

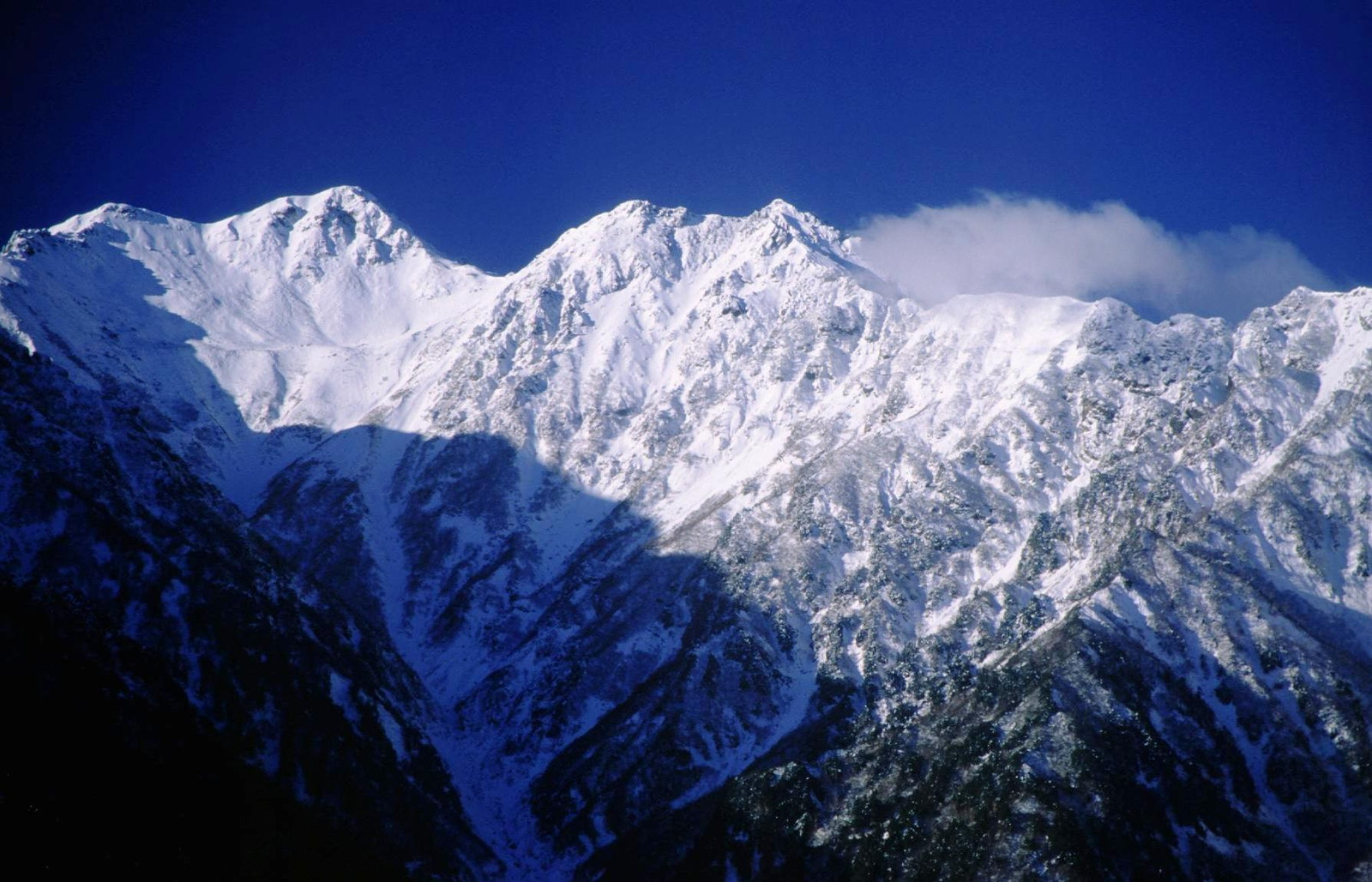
爺ヶ岳方面から望む針ノ木岳とスバリ岳
小スバリ(左)と大スバリ(右)の2峰からなる

黒部湖を挟んで西側の立山の稜線と対峙している。
| 山容 | 山名       | 標高 (m) | 三角点等級 基準点名                 | スバリ岳からの 方角と距離 (km) | 備考                            |
| ---- | ---------- | -------- | ----------------------------------- | ------------------------------ | ------------------------------- |
|      | 爺ヶ岳     | 2,669.82 | 二等 「祖父岳」                     | 北東 7.7                       | 種池山荘・冷池山荘 日本三百名山 |
|      | 立山       | 3,015    | （雄山2,991.59 m） （一等「立山」） | 西北西 6.8                     | 富山県の最高峰 日本百名山       |
|      | 岩小屋沢岳 | 2,630.3  | 三等 「西岳」                       | 北東 4.4                       |                                 |
|      | 鳴沢岳     | 2,641    |                                     | 北北東 2.9                     | 新越山荘                        |
|      | 赤沢岳     | 2,677.8  | 三等 「牛小屋沢」                   | 北 2.0                         |                                 |
|      | スバリ岳   | 2,752    |                                     | 0                              |                                 |
|      | 針ノ木岳   | 2,820.6  | 三等 「野口」                       | 南 0.7                         | 針ノ木小屋 日本二百名山         |
|      | 蓮華岳     | 2,798.61 | 二等 「蓮華岳」                     | 東南東 2.5                     | コマクサ群生地 日本三百名山     |

### 源流の河川
以下が源流となる河川で、日本海へ流れる。
- 大スバリ沢・小スバリ沢　（黒部川の支流で黒部湖に流れる）
- 篭川の支流のマヤクボ沢　（高瀬川の支流）

## スバリ岳の風景と展望
高山帯の山頂岩場からは360度の展望が得られ、西の眼下に黒部湖を望むことができる。
|                                   |                           |                                     |                             |
| 赤沢岳から望む スバリ岳と針ノ木岳 | スバリ岳から望む 針ノ木岳 | スバリ岳から望む 立山・剱岳と黒部湖 | スバリ岳から望む 後立山連峰 |